# Paul Hanley
Paul Hanley (n. 12 noiembrie 1977, Melbourne, Victoria, Australia) este un jucător australian de tenis.